# Pützchen/Bechlinghoven
Pützchen-Bechlinghoven is een wijk in het stadsdistrict Beuel te Bonn.

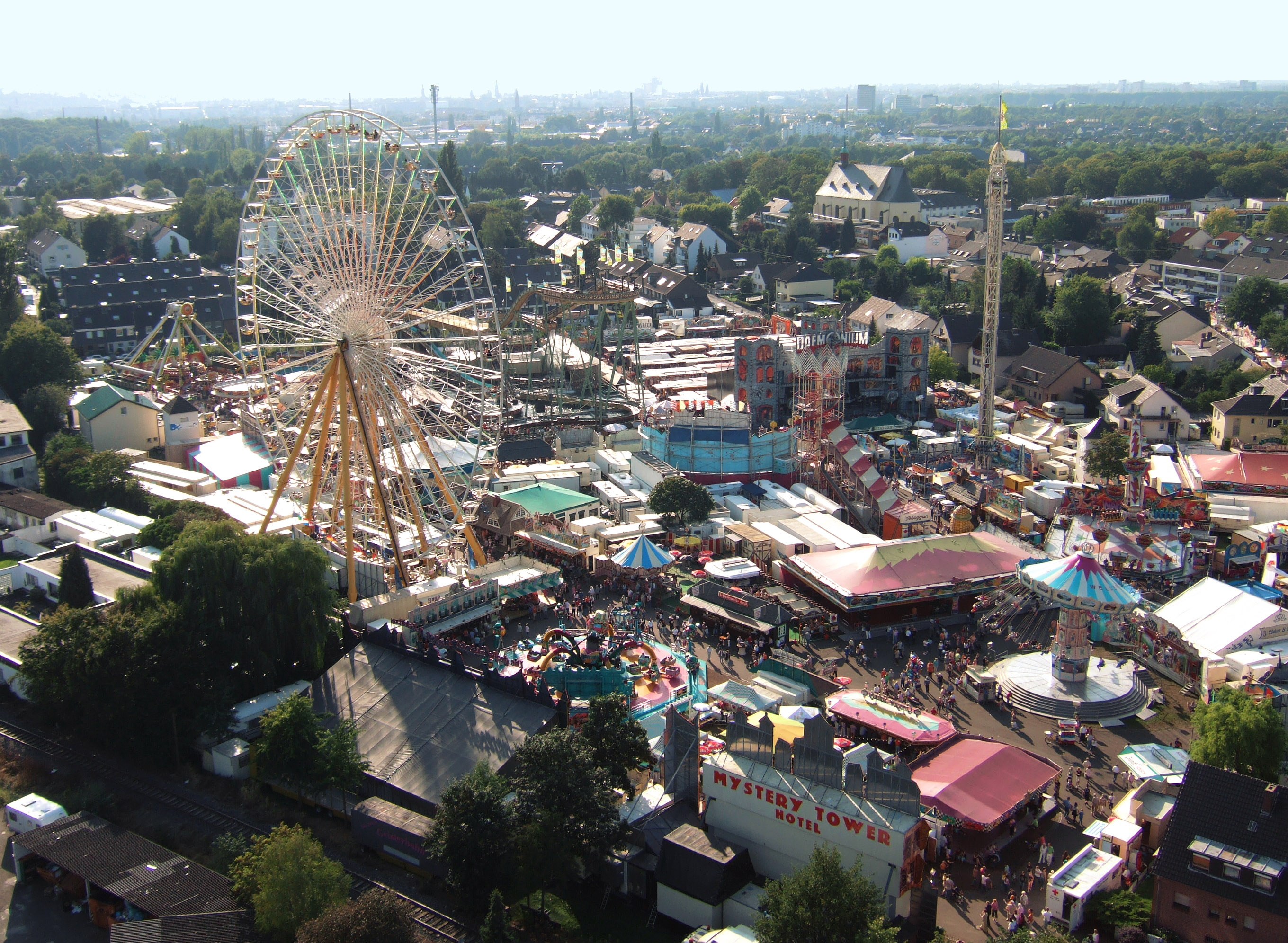
Pützchen Markt in 2006